# 蕭韶鳴
蕭韶鳴，字夔掌，號元音，贵州遵義人，清朝政治人物、同進士出身。

## 生平
道光二年（1822年）清宣宗登極壬午恩科進士，三甲二十九名，后官山西寧鄉縣知縣。